# Viña del Mar
Viña del Mar (kar v španščini pomeni »morski vinograd«) je obmorsko mesto v osrednjem delu Čila. Krajše mu pravijo kar Viña, eden od vzdevkov pa je tudi Ciudad Jardín (Mesto - vrt). Nahaja se približno 110 km severozahodno od Santiaga in se na jugu stika s sosednjim Valparaísom. Leta 2004 je štela okoli 318.000 prebivalcem, s čimer velja za četrto največje mesto v Čilu.
Na kraju, kjer stoji današnje mesto, sta prvotno bili dve posestvi (haciendi), Viña del Mar in Las Siete Hermanas, v lasti družine Carrera, ki ju je v prvi polovici 19. stoletja prodala portugalskemu poslovnežu Alvaresu. Alvaresva edina dedinja se je poročila v rodbino Vergara. Posestvi sta leta 1855, ko ju je dosegla železnica iz Valparaísa, postali privlačni za gradnjo počitniških hišic premožnejših meščanov in 31. maja 1878 je José Francisco Vergara Echevers dosegel, da je predsednik Anibal Pinto Garmendia popdisal odlok o ustanovitvi novega mesta. 16. avgusta 1906 je mesto močno prizadel potres. Leta 1929 je predsednik Carlos Ibáñez del Campo zgradil predsedniško rezidenco, istočasno pa je bila zgrajena še igralnica.
Danes je Viña del Mar priljubljen letoviški kraj s številnimi plažami. Reka Estero Marga Marga ga deli na severni rezidenčni in na južni poslovni del.